# 量子
量子（りょうし、quantum）は、物理学において用いられる、様々な物理現象における物理量の最小単位である。主に巨視的な物理を取り扱う古典力学では、物理量は実数で表される連続量だが、量子力学では、量子を数え上げたものとして扱われる。たとえば電気量は、電気素量の整数倍の値となる。
また、量子力学では微視的物質は粒子と波動の二重性を持つと仮定する。このとき、量子力学が適応されうる粒子を指して量子力学的粒子、または量子と呼ぶ例も存在する。